# شیخ‌لو (مشگین‌شهر)
شیخ‌لو یک روستا در ایران است که در دهستان قره‌سو (مشگین‌شهر) واقع شده‌است. شیخ لو ۱۶۲ نفر جمعیت دارد.